# Encephalartos hildebrandtii
Encephalartos hildebrandtii är en kärlväxtart som beskrevs av Alexander Karl Heinrich Braun och Carl David Bouché. Encephalartos hildebrandtii ingår i släktet Encephalartos och familjen Zamiaceae. IUCN kategoriserar arten globalt som nära hotad. Inga underarter finns listade i Catalogue of Life.

## Bildgalleri

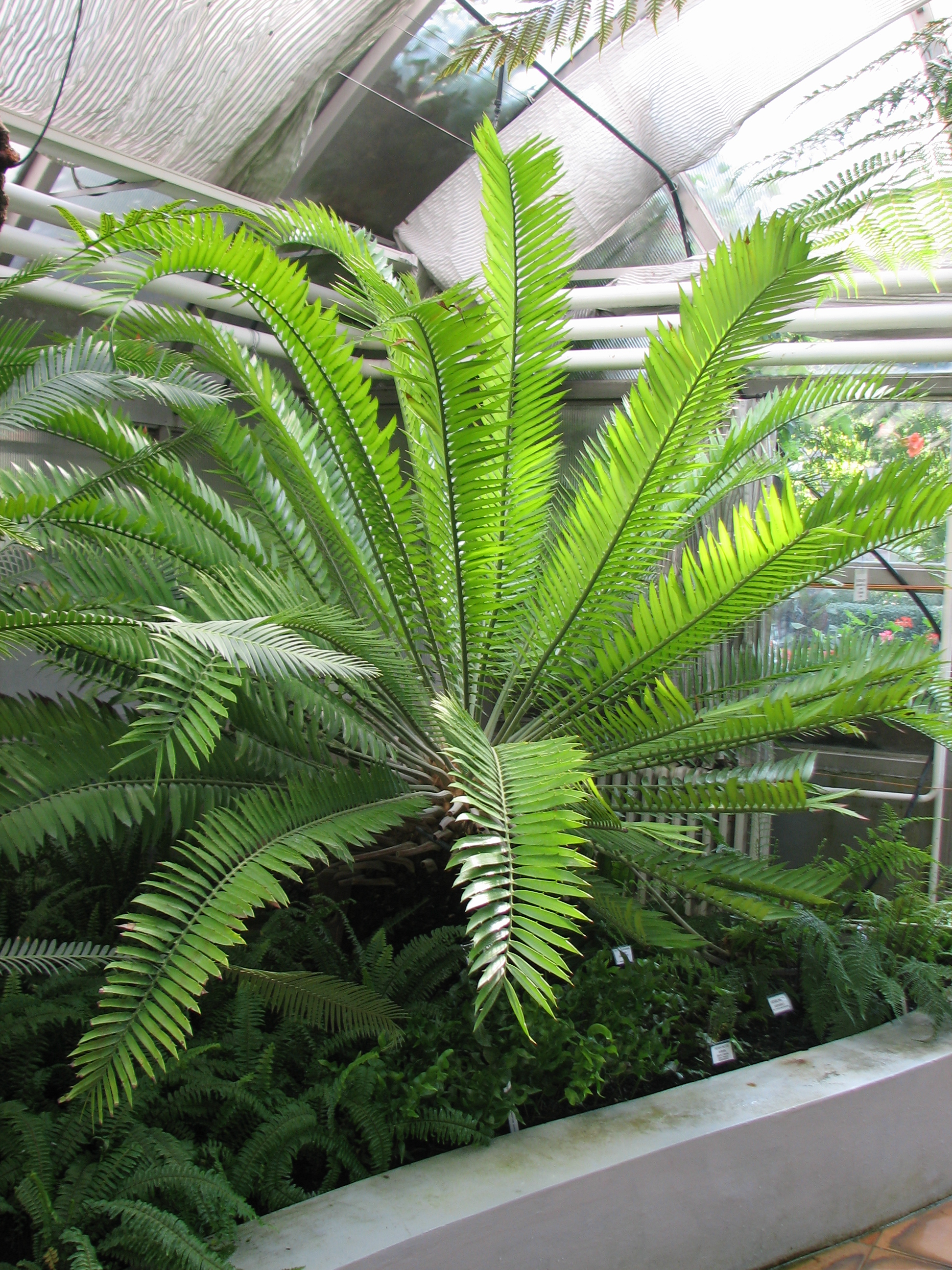
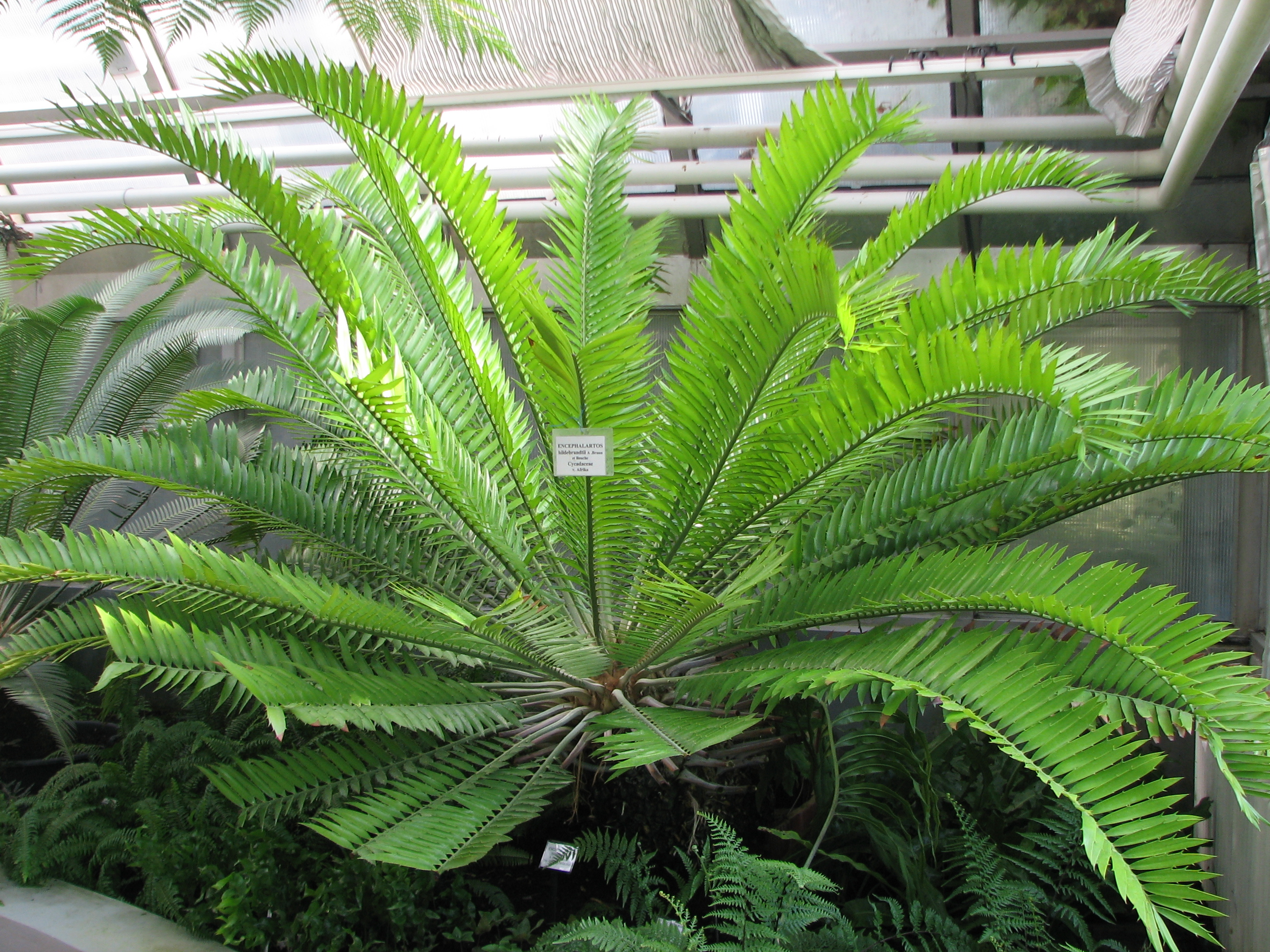
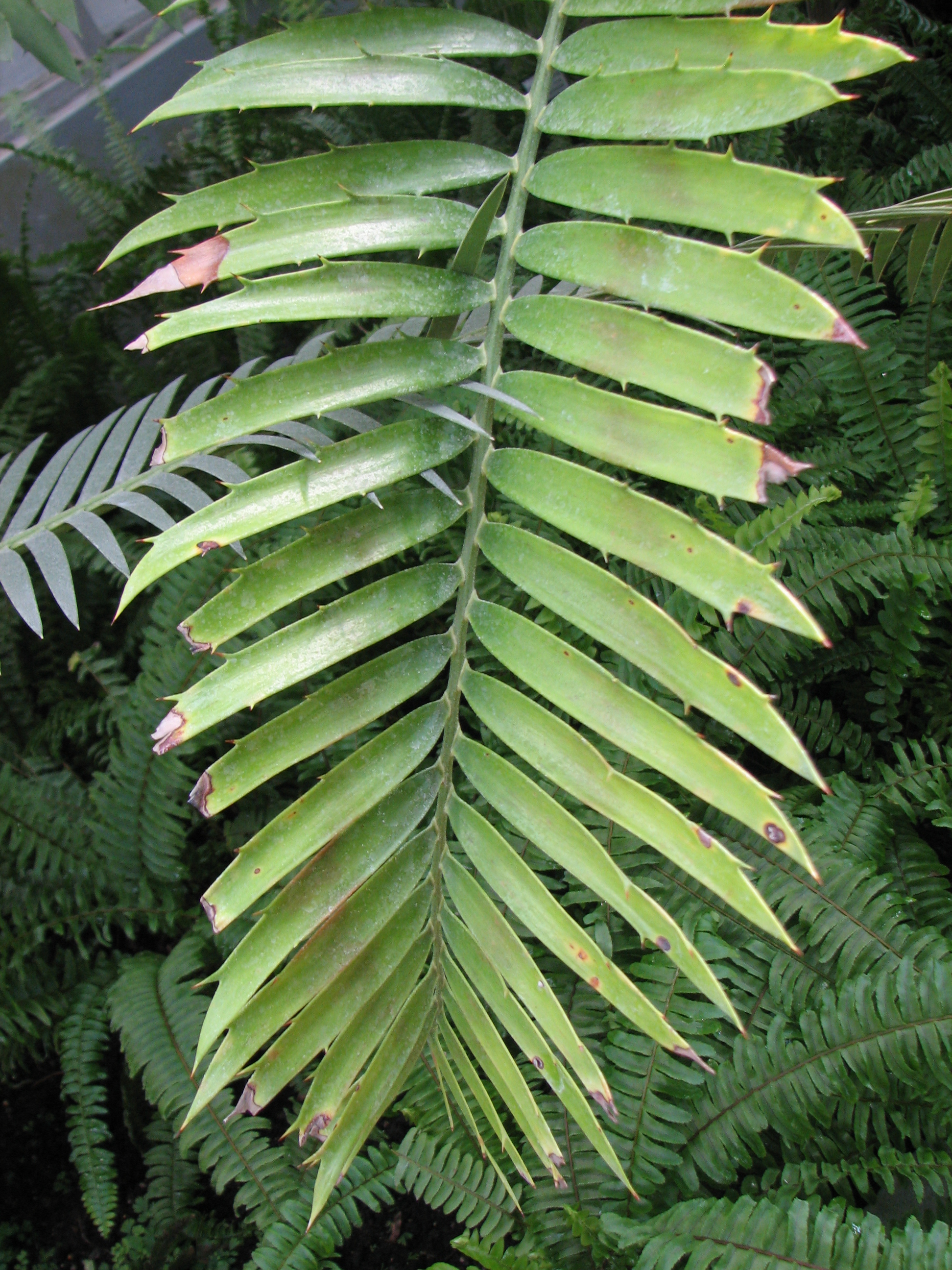
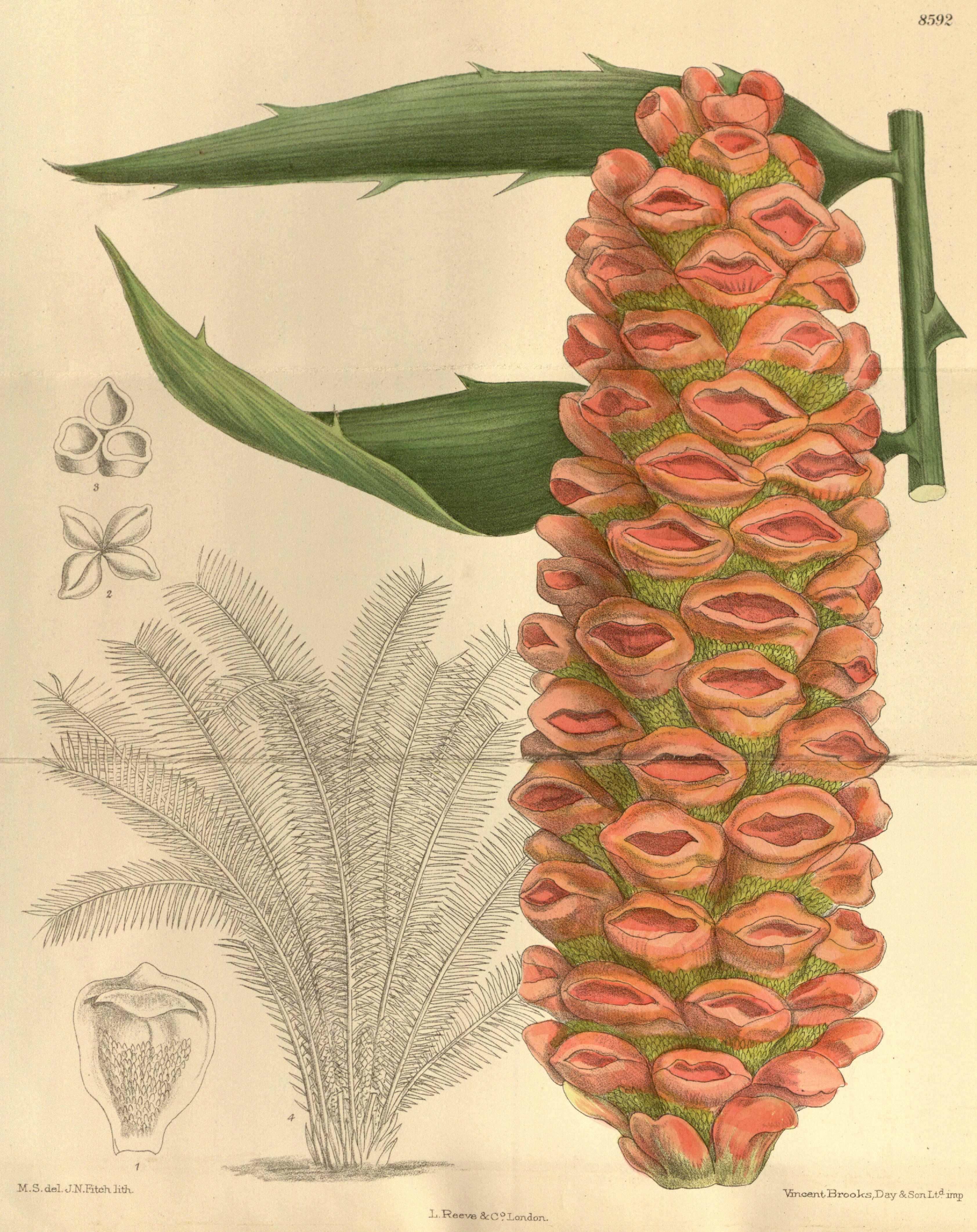
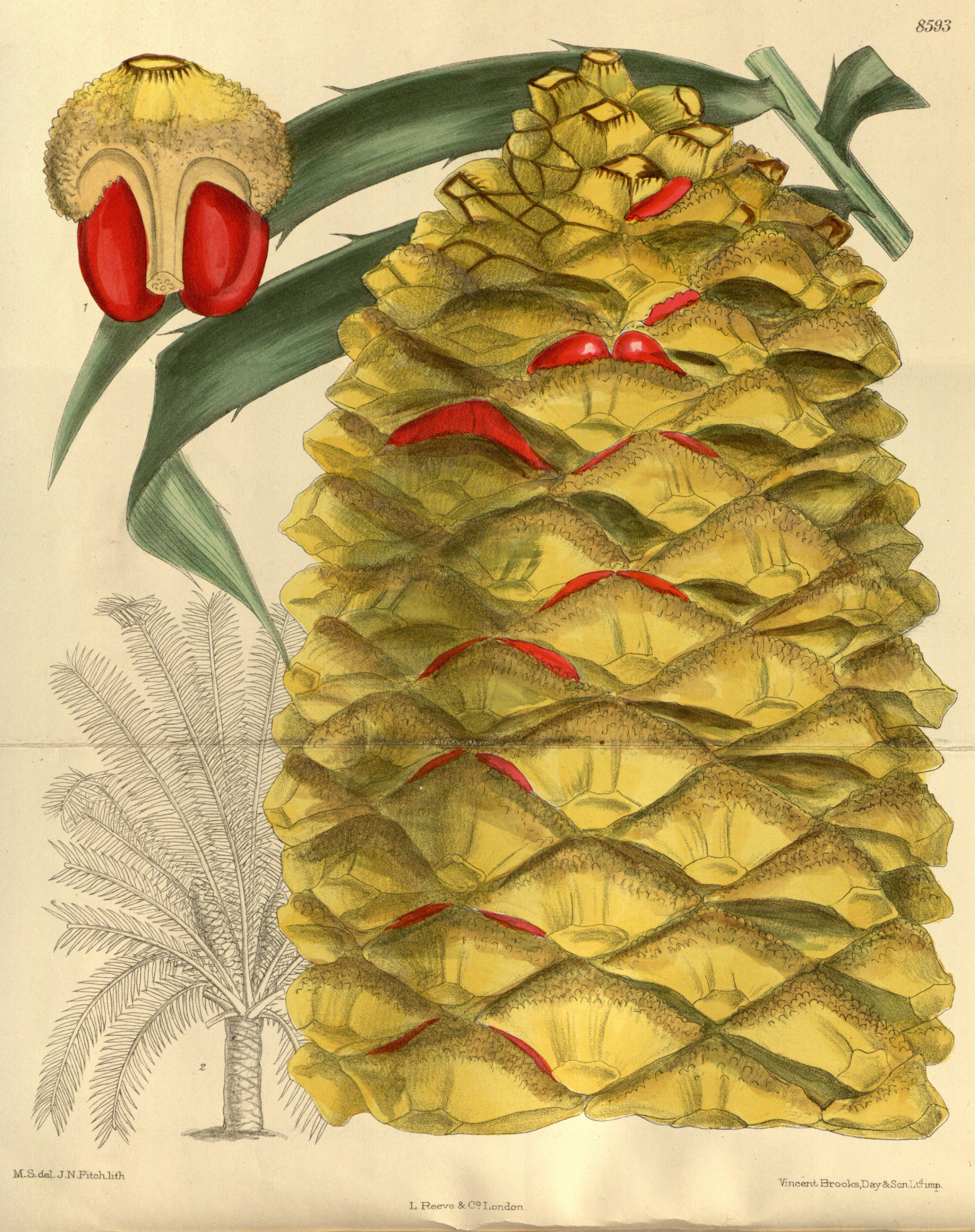
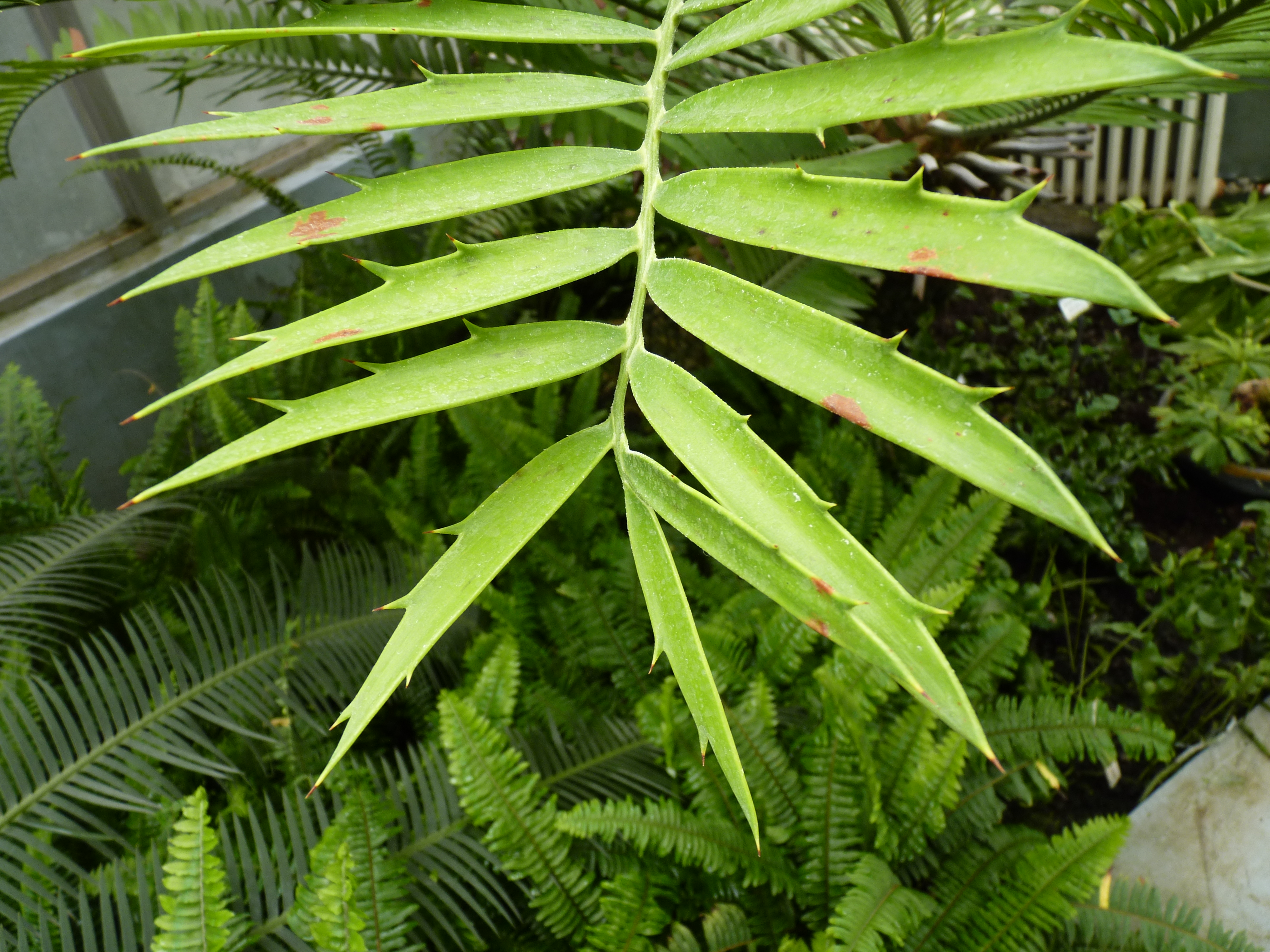